# Hilzingen
Hilzingen est une commune de Bade-Wurtemberg (Allemagne), située dans l'arrondissement de Constance, dans le district de Fribourg-en-Brisgau.

## Géographie
Hilzingen est une commune située près de la ville de Singen (Hohentwiel) dans le Sud-Ouest de l'Allemagne dans le land du Baden-Wurtenberg. La commune est à environ 30 km du Lac de Constance.

## Jumelages
- Lizzano in Belvedere (Italie)
- Stolpen (Allemagne)